# Millennium Tower (Viena)

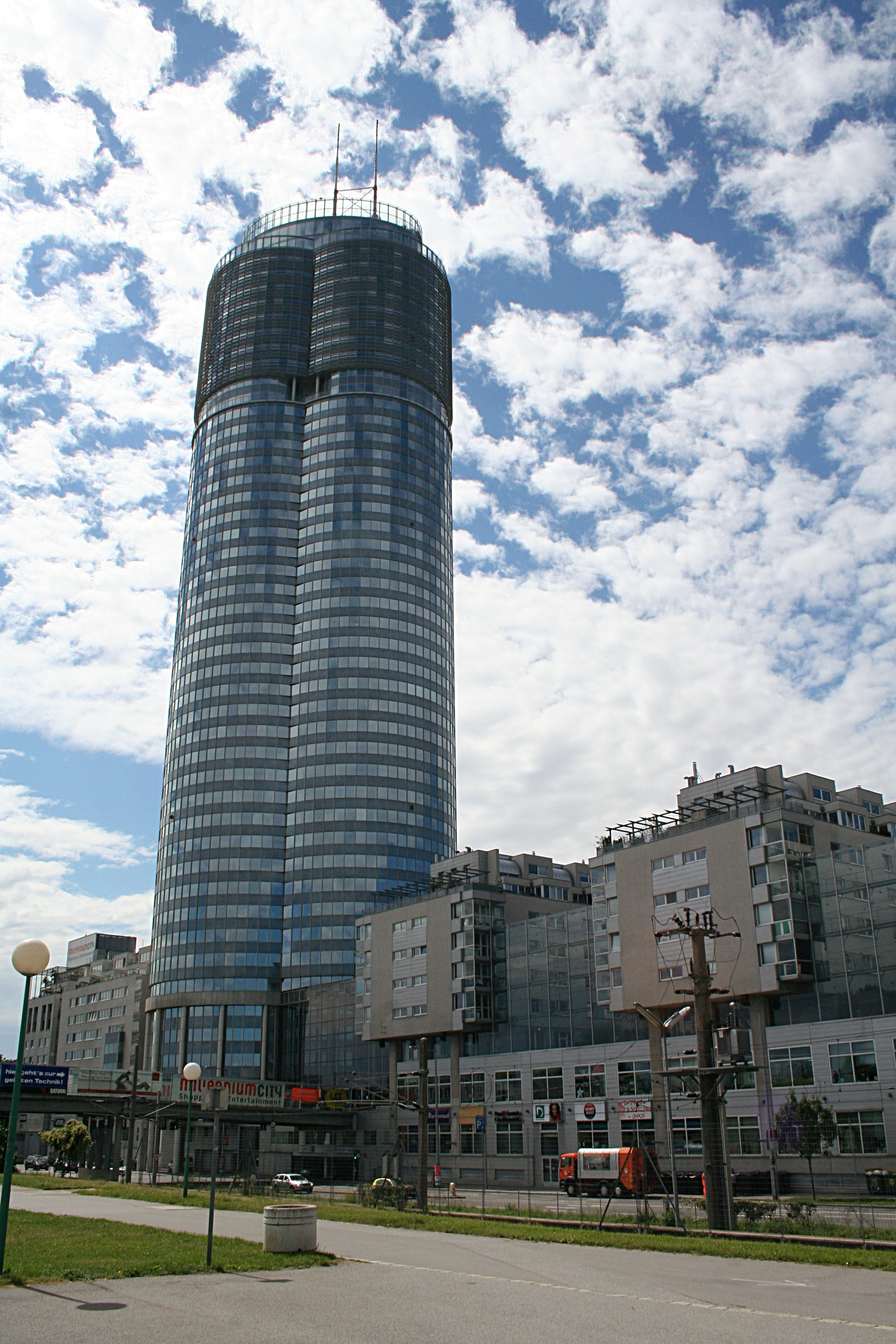
Millennium Tower, Viena

La Millennium Tower, situada en Handelskai 94-96 en el distrito 20 de Brigittenau en Viena, solía ser el edificio más alto de Austria y la tercera estructura más alta con 171 metros (561 pies) después de la Torre del Danubio. Una antena situada en la azotea de la torre eleva la altura structural a 202 metros (663 pies), pero no se incluye en la altura oficial. Sin embargo, la DC Tower 1, inaugurada en 2013, actualmente supera la altura de la Millennium Tower y es el edificio más alto de Austria. 
Millenium Tower fue diseñada por los arquitectos Gustav Peichl, Boris Podrecca y Rudolf Weber. La torre tiene 50 plantas, sirve para usos de oficinas y residenciales, y es el punto central del complejo "Millennium City". Fue completada en 1999 para la llegada del tercer milenio. La torre tiene una superficie de 47 200 m² (508 000 ft²), de los cuales 38 500 m² (414 000 ft²) son espacio de oficinas. El espacio restante son 2 plantas usadas como un centro comercial (Millennium City), restaurantes y un cine multiplex (UCI). La Millennium Tower fue construida en un período de tiempo extremadamente corto. Gracias a la eficiente organización de todas las etapas de trabajo y a las modernas técnicas de construcción, se consiguió una media de 2 plantas y media por semana y la finalización del edificio en 1999.

## Arquitectura
La torre está formada por dos cilindros totalmente acristalados unidos entre sí que están soportados por una estructura de acero compuesto. La Millennium Tower fue diseñada por los arquitectos Gustav Peichl, Boris Podrecca y Rudolf F. Weber.
El contratista fue el consorcio Habau - Voestalpine - MCE.

## Ocupantes
Unas 120 empresas han alquilado espacio de oficinas en la Millennium Tower, incluidas importantes multinacionales como Xerox, preocupándose principalmente por sus actividades en Europa del Este. Las empresas tienen ventajas en Viena por las buenas relaciones de Austria con los países de Europa del Este. Otros ocupantes son Cirquent, Trivadis, CSC, Carlson Wagonlit, Inode (UTA), Agip y Cisco.

## Dueño
El dueño George Stumpf vendió la Millennium Tower de Viena el 25 de julio de 2003 junto con el asociado Millennium City a la empresa de emisiones financieras de Hamburgo MPC (Münchmeyer Capital). El precio fue de 360 millones de euros, que está cerca de 15 veces los ingresos anuales de 24,5 millones de euros que corresponden a la Millennium City, situada al lado de la torre de oficinas y que contiene un centro comercial, residencias y el complejo de cines más grande de Austria. Teniendo en cuenta el coste del edificio de 145 millones de euros, se obtuvo un beneficio de 215 millones de euros.

## MCN
Como parte del edificio, se construyó una red de telecomunicaciones, con MCN Millennium Communication Network AG como proveedor de teléfono e internet. Esta infraestructura tiene un uso compartido con Telekom Austria, y podría servir como proveedor para todo el país. Cuando MCN se encontró con dificultades financieras en 2000, la red existente fue adquirida por Inode (UTA) Austria.